# Joseph Wheeler
Pour les articles homonymes, voir Joseph Wheeler (homonymie) et Wheeler.
Joseph Wheeler (10 septembre 1836 – 25 janvier 1906) est un militaire et homme politique américain, qui occupe le poste de général de l'armée confédérée durant la guerre de Sécession.

## Biographie

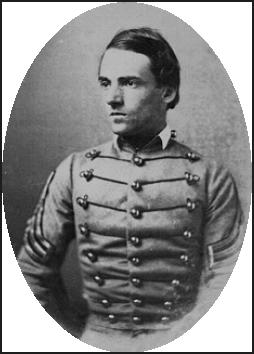
Wheeler cadet à West Point

Wheeler est né le 10 septembre 1836 à Augusta, et est mort le 25 janvier 1906 à New York.
Il passe sa jeunesse dans le Connecticut.
Wheeler rejoint comme cadet l'Académie militaire de West Point, en juin 1854, et il devient lieutenant en second en 1859.
Wheeler rejoint par la suite l'U.S. Army Cavalry School à Carlisle, en Pennsylvanie, l'école est transférée le 26 juin 1860, au Nouveau-Mexique.
Le surnom de Wheeler est « Fighting Joe ». Le 1er septembre 1860, Wheeler est promu lieutenant en second.

### Guerre de sécession
Le 16 mars 1861, Wheeler rejoint l'Armée des États confédérés.

### Congrès américain
Après la guerre civile, Wheeler s'installe à Courtland, en Alabama. En 1880, il rejoint le parti démocrate et se présente au congrès américain. Mais après des élections contestées, l'autre candidat, William M. Lowe est déclaré élu le 3 juin 1882.
Mais après quatre mois, William M. Lowe décède de la tuberculose, et une élection spéciale nomme Wheeler au congrès.
Durant les élections de 1882, Wheeler soutient le candidat Luke Pryor. Durant son mandat au congrès, Wheeler s'efforce de réparer la rupture entre le nord et le sud, et soutient la politique économique qui aide à reconstruire les États du sud.

### Guerre hispano-américaine
En 1898, Wheeler participe à la guerre hispano-américaine, il rejoint les volontaires à Tampa en Floride, il est nommé major général par le président américain William McKinley. Il est nommé pour commander le premier régiment de cavalerie, sous les ordres du major général William Rufus Shafter. Au sein du régiment, Theodore Roosevelt est sous-lieutenant de compagnie. L'armée américaine débarque à Cuba, le premier régiment est envoyé par William Rufus Shafter en reconnaissance, proche de Santiago de Cuba, mais son régiment est accroché par la résistance locale, un régiment espagnol commandé par le colonel Gonzales Clavel, et ces combats sporadiques se transforment en la bataille de Las Guasimas, qui a lieu le 24 juin 1898.
Wheeler tombe gravement malade au cours de la campagne et remet le commandement de son régiment à Samuel S. Sumner. Mais quand la bataille de San Juan commence, quand il entend le bruit des armes à feu, Wheeler, malgré sa maladie, retourne à l'avant. Il donne d'abord des ordres à la 1re division, et même si elle est commandée par Jacob F. Kent. En retournant sur les hauteurs de la ville, Wheeler assure au général William Rufus Shafter que la position pouvait être tenue contre une contre-attaque espagnole.
Après la bataille de Santiago, Wheeler participe à la commission de la paix avec les Espagnols.
À son retour de Cuba, le jeune fils de Wheeler est décédé, il s'est noyé dans l'océan. De retour aux États-Unis, Wheeler commande le camp de l'armée à Montauk Point, maintenant devenu un parc dans l'État de New York.
Wheeler est envoyé aux Philippines pour combattre dans la guerre américaine aux Philippines. Wheeler arrive en août 1899. Il commande la première brigade sous les ordres d'Arthur MacArthur jusqu'en janvier 1900.
Après la guerre, il commande le département des parcs nationaux jusqu'à sa retraite le 10 septembre 1900, et il déménage à New York.

### Retraite

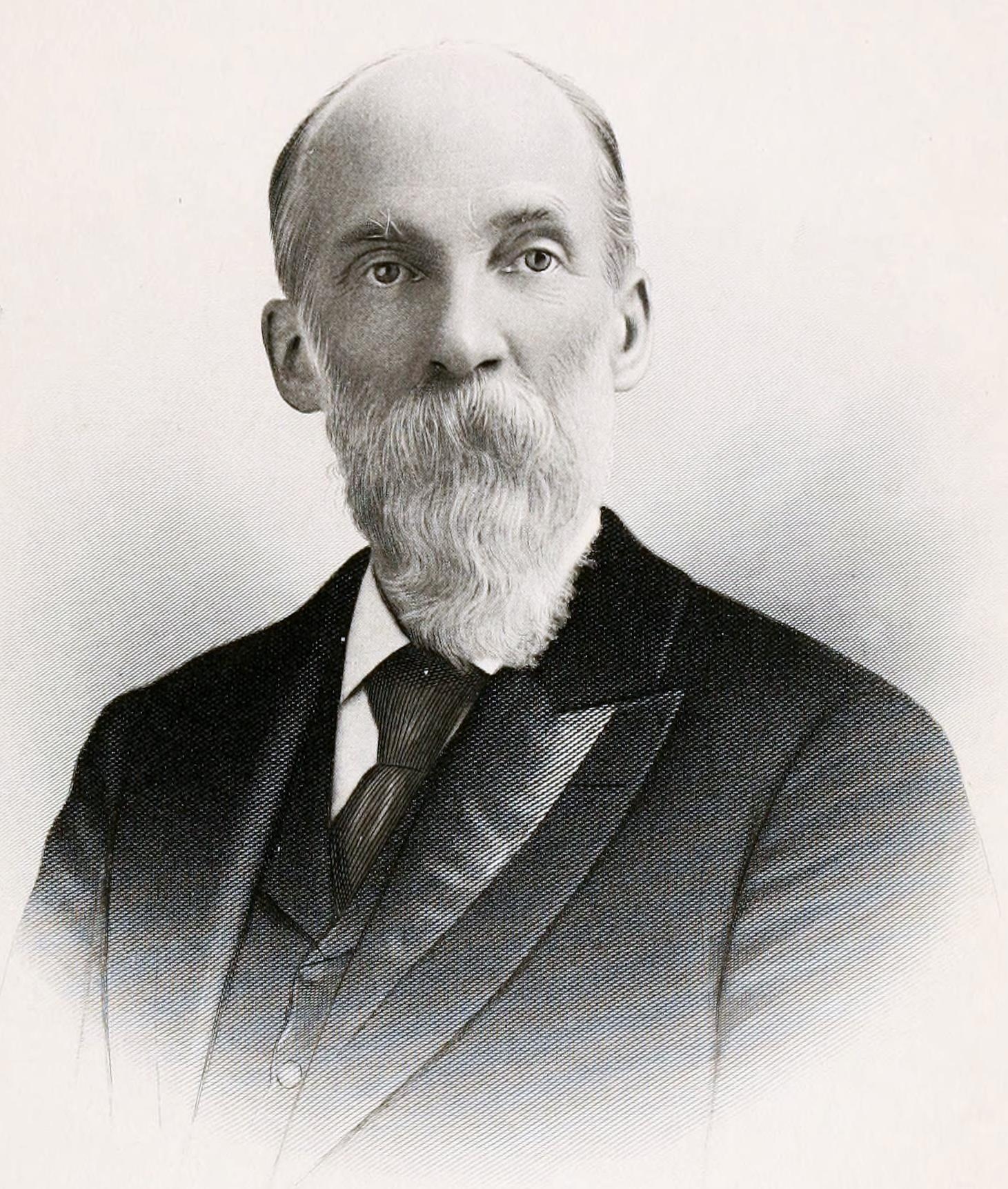
Wheeler en 1900

Wheeler écrit plusieurs livres sur l'histoire militaire et la stratégie, ainsi que sur des sujets civils. Son premier livre est un système révisé de tactique de la cavalerie pour l'utilisation de la cavalerie et de l'infanterie.
Ses autres œuvres comprennent :
- Fitz-John Porter en 1883
- La Campagne de Santiago en 1898
- Histoire militaire des Confédérés : Alabama en 1899
- Le rapport sur l'île de Guam en 1900.

Wheeler a aussi coécrit plusieurs livres :
la nouvelle Amérique et l'Extrême-Orient : une description pittoresque et historique de ces terres et les peuples, qu'il a publié en 1907.
Wheeler est également apparu dans un film appelé La Reddition du général Toral (1898) avec William Rufus Shafter.
Alors qu'il assiste à la célébration du centième anniversaire de l'Académie militaire américaine de West Point, en 1902, Wheeler rencontre deux camarades de l'armée des confédérés, James Longstreet et Edward Alexander Porter. Lors des festivités Wheeler porte son uniforme et son grade le plus récent, celui d'un général dans l'armée américaine. James Longstreet le reconnait et lui aurait dit : « Joe, j'espère que Dieu tout-puissant me prendra avant qu'il vous prenne, car je veux être devant les portes de l'enfer pour entendre Jubal Early jurer de vous voir dans l'uniforme bleu »
Après une longue maladie, Wheeler décède à Brooklyn (New York) et est l'un des rares anciens officiers confédérés à être enterré dans le cimetière national d'Arlington.